# Stein (cratère)
Pour les articles homonymes, voir Stein.
Stein est le nom d'un cratère d'impact présent sur la surface de Vénus.
Le cratère a ainsi été nommé par l'Union astronomique internationale en 1991 en hommage à l'écrivaine américaine Gertrude Stein.
Son diamètre est de 13,3 km. Il se situe dans la région du quadrangle de Lavinia Planitia (quadrangle V-55).